# 대한민국 제14대 대통령 선거 민중대통령후보선거대책본부 후보 선출
대한민국 제14대 대통령 선거 민중후보 운동은 1992년 대통령 선거를 위해 앞두고 재야 단체들이 독자적으로 대통령 후보를 내기 위해 전개한 운동이었다. 지난 1987년에도 민중 후보로 추대 받아 대선에 출마했던 백기완 전 민주통일민중운동연합 부의장이 민중 후보로 선출되었다.

## 과정
전국연합, 민중회의추진위원회 등 재야 세력들은 제도권 정치 내 독자 세력 형성을 목표로 14대 총선에서 '민중후보' 운동을 벌여 유수의 지역구 후보를 무소속 입후보시켰는데, 큰 성과를 거두지는 못했다.
같은 해 말 대통령 선거가 다가오자 전국연합 등은 범민주단일후보론을 주장하며 김대중 민주당 후보에 대한 '비판적 지지'를 선언했으나, 다수의 노동계, 종교계, 시민 단체 등의 재야 인사들은 포기하지 않고 같은 대선에서도 역시 민중후보를 내고 이를 기반으로 진보 정당을 창당할 것을 추진하였다.
결국 민중회의준비위원회, 진보정당추진위원회, 사회당추진위원회, 전국노동단체연합 등은 1992년 10월 5일 민중대통령후보 선거대책본부를 결성했다. 10월 18일 민중대통령후보 선거대책본부는 중앙선거대책위원회 회의를 열고 백기완 전 민통련 부의장을 단독 후보로 추천했다.
1992년 11월 1일, 민중대통령후보 선거대책본부는 시민 1만여명이 모인 가운데 민중대통령후보 선출대회를 개최하고 백기완 전 부의장을 대통령 후보로 선출했다.

## 같이 보기
- 대한민국 제14대 대통령 선거